# Jesús María Pereda Ruiz de Temiño
Jesús María Pereda Ruiz de Temiño, més conegut com a Chus Pereda, (Medina de Pomar, 23 de juny de 1938 - Barcelona, 27 de setembre de 2011) fou un futbolista i entrenador de futbol espanyol. Jugà vuit temporades al FC Barcelona, jugant 312 partits i marcant 107 gols en totes les competicions. També jugà al Sevilla FC, al CE Sabadell i al RCD Mallorca, entre d'altres. Marcà 6 gols en 15 partits internacionals amb la selecció espanyola entre 1960 i 1968. Guanyà l'Eurocopa de 1964, on marcà dos gols, un d'ells a la final. Posteriorment fou entrenador, normalment en categories inferiors.

## Palmarès

### Selecció espanyola
- 1 Campionat d'Europa (1964)

### FC Barcelona
- 2 Copes espanyoles (1963, 1968)
- 1 Copa de Fires (1966)

### Real Valladolid
- 1 Segona divisió (1958-59)

### Reial Madrid
- 1 Lliga espanyola (1957-58)